# Samanea leptophylla
Samanea leptophylla là một loài thực vật có hoa trong họ Đậu. Loài này được (Harms) Brenan & Brummitt miêu tả khoa học đầu tiên.